# Vangellino Sastromedjo
Vangellino Sastromedjo (Paramaribo, 25 maart 1984) is een Surinaams voetballer die speelt als middenvelder.

## Carrière
Sastromedjo begon met spelen in 2006 bij SV Leo Victor en speelde er twee seizoenen. Hij speelde het seizoen 2008/09 voor FCS Nacional. Het langst speelde hij voor SV Walking Boyz waarmee hij in 2012/13 de beker won. Hij speelt sinds 2018 voor SCV Bintang Lair.
Hij vertegenwoordigde zijn land tussen 2006 en 2015 en speelde negentien interlands voor Suriname waarin hij twee keer scoorde.